# دين وينسلو
دين وينسلو (بالإنجليزية: Dean Winslow)‏ هو ضابط وطبيب أمريكي، ولد في 1953 في وود ريفر في الولايات المتحدة.